# シラミシバ属
シラミシバ Tragus はイネ科の群の1つ。小型の草で小穂の表面に多数の鉤状の突起があるのが特徴である。

## 特徴
1年生ないし多年生の草本。葉舌は背の低い毛の列となっている。花序は円錐花序だが密集して外見的には線形ないし円柱形となっている。側枝は短い。小穂は楕円形から槍の穂先のような形で、小花を1個のみ含む。第1包頴は小さく、第2包頴は5～7本の脈があり、脈は畝条に盛り上がり、その上に鉤状の棘が並んでいる。

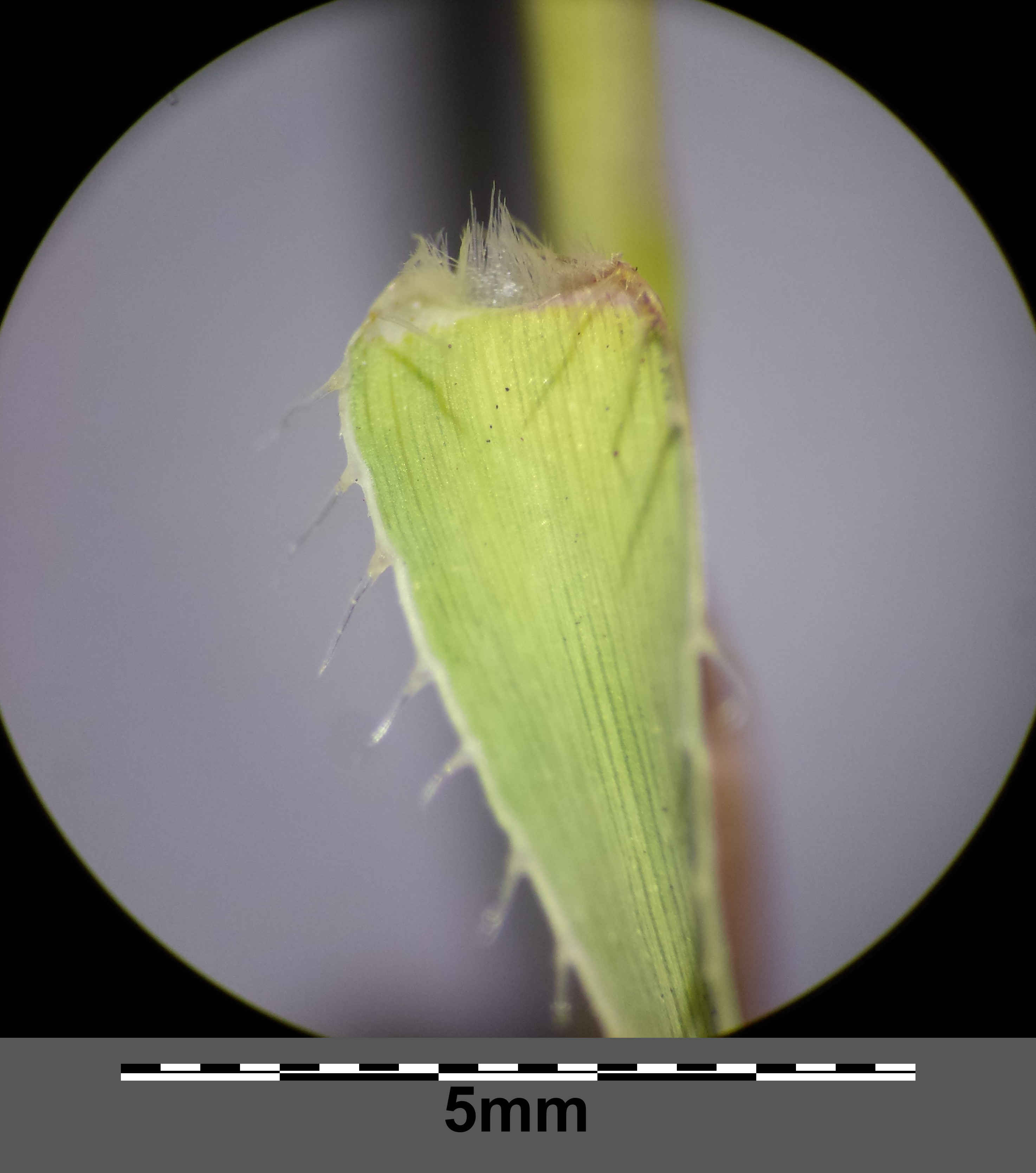
葉舌と葉の縁の毛の列
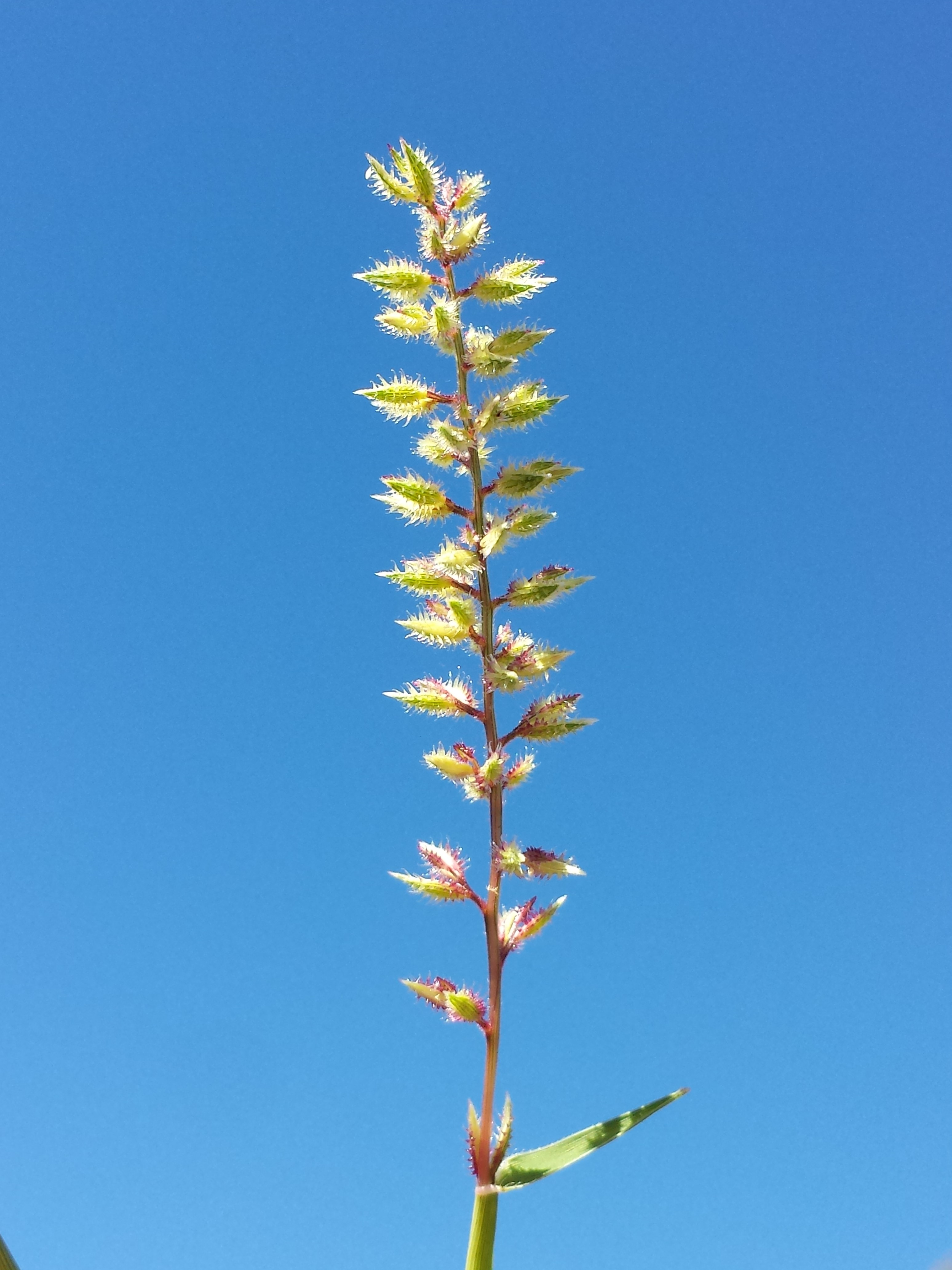
花序
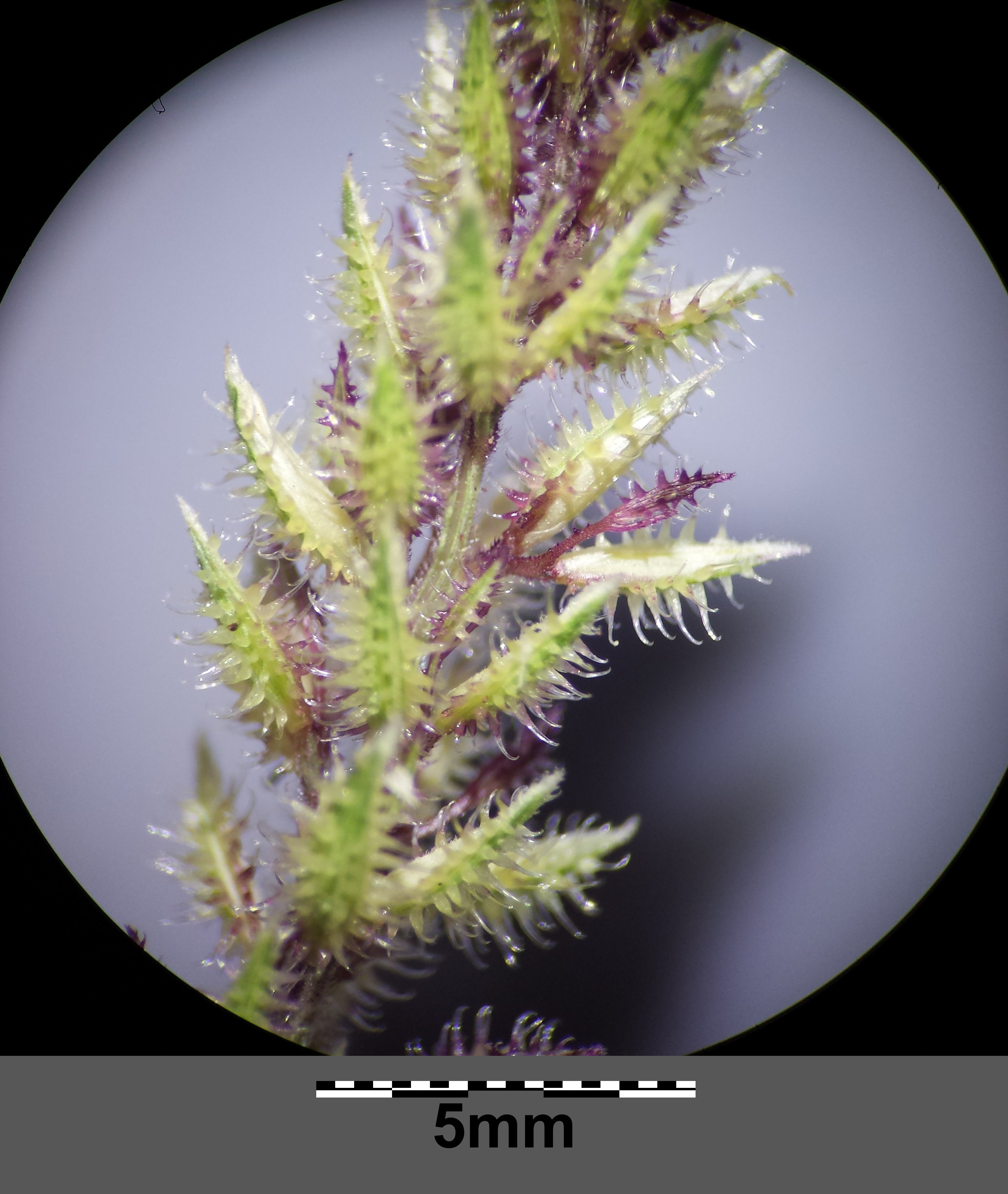
花序の一部を拡大
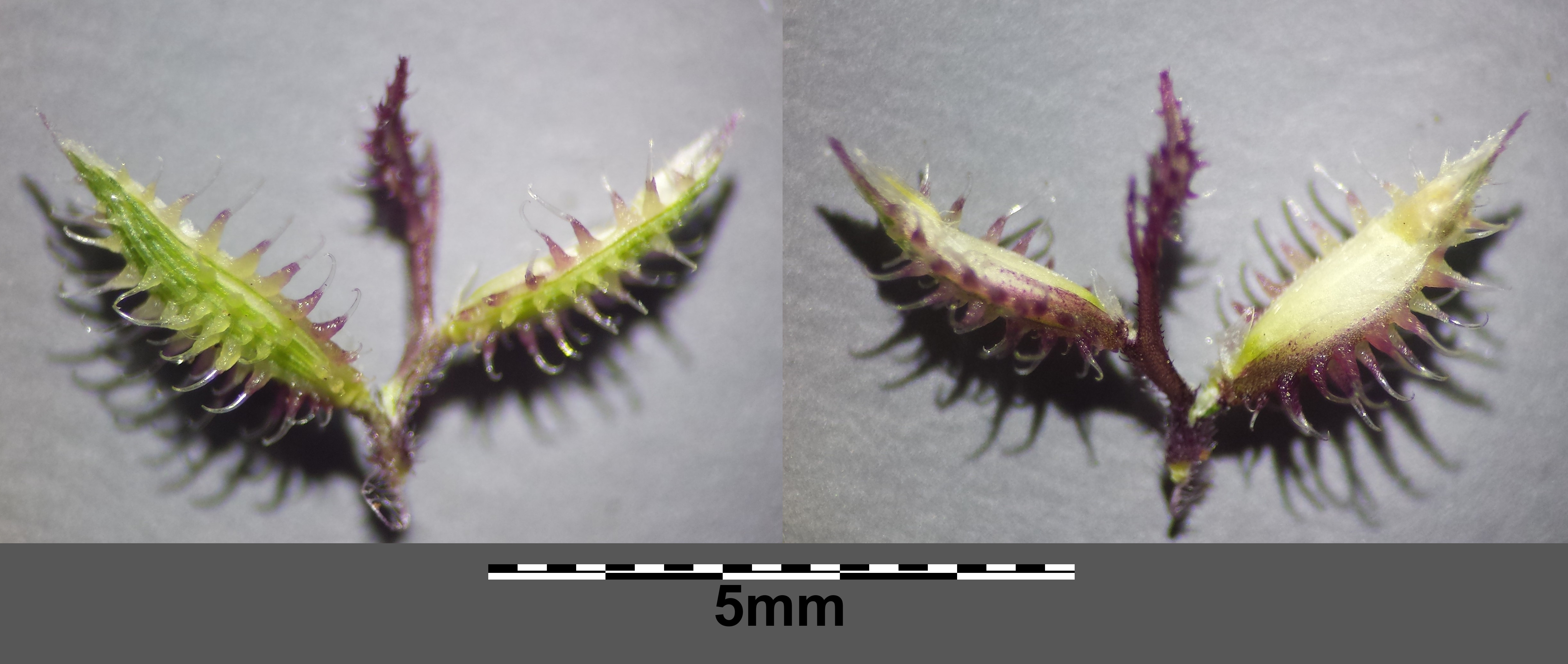
1つの側枝
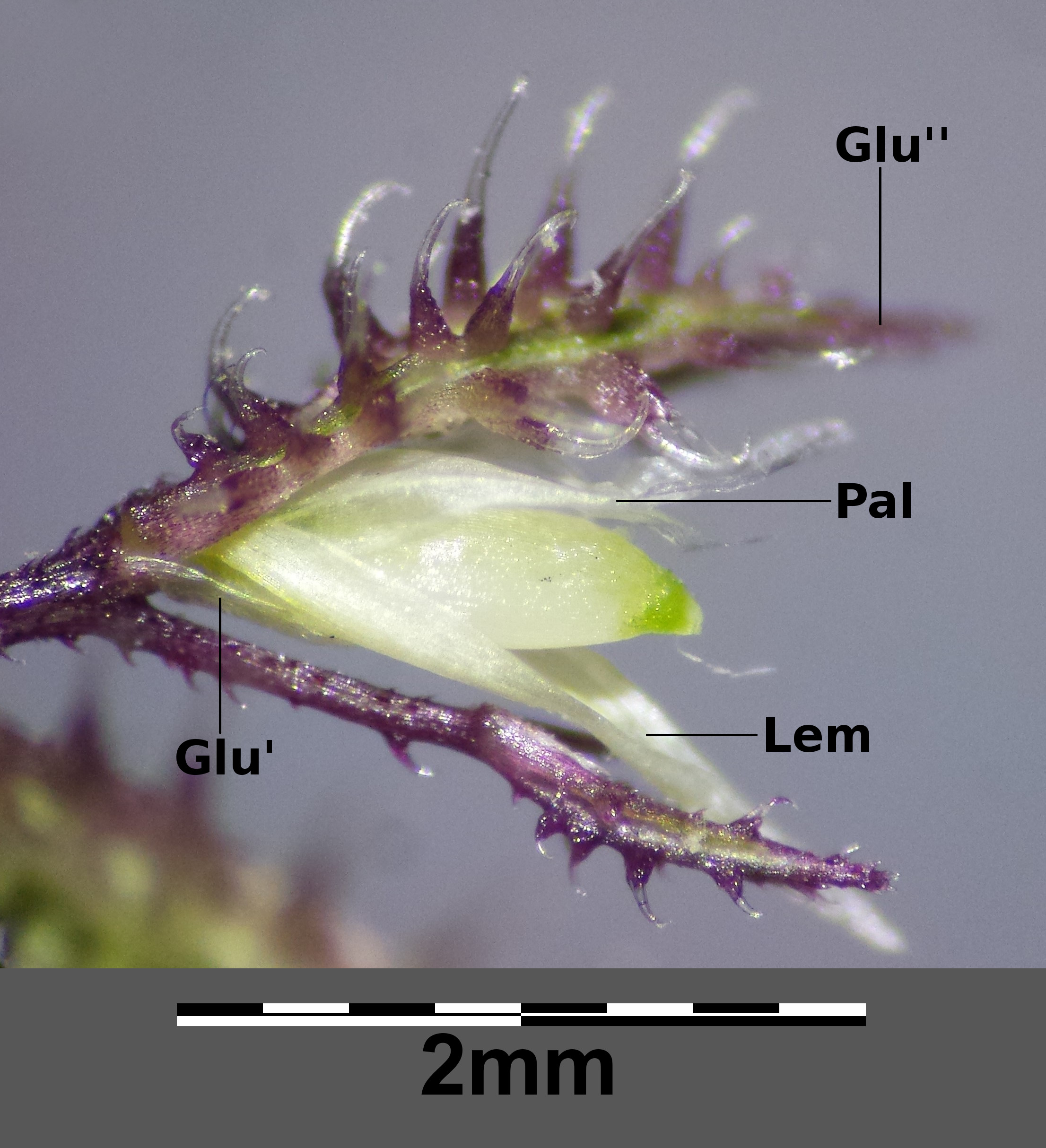
両性小穂の構造

## 分布と種
旧世界の熱帯域に8種があり、そのうち2種は新世界の熱帯域に帰化している。日本にはシラミシバの1種のみが帰化しているが、希にしか見られない状況である。

## 分類など
本属はイネ科の中でヒゲシバ亜科 Subfam. Chloridoideaeのギョウギシバ連 Trib. Cynodonteae に含まれる。本属は更にその下で亜連 subtrib. Traginae に纏められており、この亜連には4属14種が、属としては本属の他にモネリトルム属 Monelytrum、Polevansia、Willkommia、が含められている。分子系統の解析によると、この亜連そのものはよくまとまった単形群となっているが、本属と Willkommia が多系統的に入り交じっており、以下のように1種を別属とする提案もなされている。今後の検討がまたれる。

### 下位分類
以下の種が本属の既知種として知られている。ただし T. pedunculata については別属とするのが妥当として新属の種 Orthacanthus pedunculatus とすることが提案されている。
- Tragus シラミシバ属
  - T. anandicoia
  - T. australianus
  - T. berteronianus
  - T. heptaneouron
  - T. koelerioides
  - T. monogonium
  - T. pedunculata
  - T. racemosus シラミシバ